# Declan O'Rourke
Declan O’Rourke, är en irländsk singer-songwriter, född  1976,  i Dublinförorten Ballyfermot.

## Biografi
O’Rourke tillbringade sin tidiga barndom i Dublin, men han lämnade Irland vid tio års ålder, då han och hans familj flyttade till den lilla staden Kyabram i Victoria i Australien. Det var där han lärde sig att spela gitarr och började få upp ögonen för traditionell irländsk musik, Motownlåtar mm
. Han försörjde  sig även som snickare i familjens byggnadsfirma.    
När  O’Rourke, år 2000, återvände till Irland började han framföra sin musik live. Under ett par års tid ingick han även i vännen och kollegan Paddy Caseys band. År 2004 bröt han dock med denne och gick sin egen väg. Detta ledde till att det lilla indiebolaget N4 Records kunde ge ut O’Rourkes debutalbum Since Kyabram. 
Skivan innehöll den finstämda balladen ”Galileo (Someone Like You)” som blivit flitigt spelad i irländsk radio.  Låten har av Paul Weller, i musiktidningen Q Magazine, beskrivits som den sång han önskade att han hade skrivit de senaste 20 åren.  
Med ett storsäljande album i ryggen fick O’Rourke  kontrakt med bolaget V2 Records som år 2006 distribuerade Since Kyabram internationellt. De har sedan dess givit ut hans musik.

## Inspelningar av andra artister
"Galileo" har spelats in av  Josh Groban. Den är med på hans femte studioalbum Illuminations från år 2010. Även svenske Peter Jöback har spelat in en sång av O’Rourke. ”(I Can See) A Little Something” på albumet East Side Stories från år 2009. 

## Diskografi
- Since Kyabram, 2004
- Big Bad Beautiful World , 2007
- Mag Pai Zai, 2011
- Gold Bars in the Sun, 2015
- In Full Colour, 2016
- Chronicles of the Great Irish Famine, 2017